# Estación de Ligny
La estación de Ligny es una estación de tren belga situada en Sombrereffe, en la provincia de Namur, región Valona.
Pertenece a la línea  de S-Trein Charleroi.

## Situación ferroviaria
La estación se encuentra en la línea 140 (Ottignies-Charleroi).

## Intermodalidad
| Línea | Procedencia    | Parada            | Destino       |
| ----- | -------------- | ----------------- | ------------- |
| 147   | FLEURUS Centre | LIGNY Gare du Sud | GEMBLOUX Gare |